# Пюклер

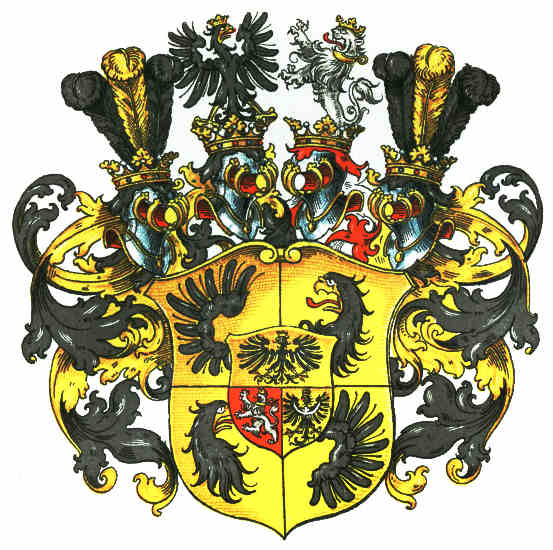
Герб графів фон Пюклер-Бурггаусс.

Пюклер (нім. Pückler) — давній сілезький знатний рід, відомий з XIII століття.

## Представники

### Князівська лінія Пюклер-Мускау
- Герман фон Пюклер-Мускау (1785—1871) — німецький письменник, садівник і мандрівник.

### Графська лінія Пюклер-Бурггаусс
- Карл Фрідріх фон Пюклер-Бурггаусс (1886—1945) — бригадефюрер СА, группенфюрер СС і генерал-лейтенант військ СС.